# NGC 7300
NGC 7300 في الفهرس العام الجديد، هي مجرة، تقع في كوكبة الدلو. اكتشفت في 26 يوليو 1830 بواسطة جون هيرشل.

## روابط خارجية
- NGC 7300 على موقع ويكي سكاي: DSS2, SDSS, GALEX, IRAS, Hydrogen α, X-Ray, Astrophoto, Sky Map, Articles and images